# Estadio DY Patil
El Estadio DY Patil es un estadio de críquet y fútbol ubicado en la ciudad de Navi Mumbai (Nueva Bombay), estado de Maharashtra en India. el estadio lleva el nombre de Dnyandeo Yashwantrao Patil un ex educador y gobernador del estado de Bengala Occidental.
El estadio fue inaugurado oficialmente el 4 de marzo de 2008, y es desde entonces el campo de los Mumbai Indians, club de la Indian Premier League, la liga profesional de Críquet de la India. La capacidad de 55 000 lo convierte en el segundo mayor campo de cricket del país solo superado por el Eden Gardens de Calcuta. Es considerado uno de los mejores campos de críquet del mundo por el sitio web especializado architectsjournal.
En 2014 se anunció que el DY Patil Stadium será el campo de la franquicia Mumbai City FC, club de fútbol de la naciente Superliga de la India. El 20 de diciembre del mismo año albergó la final de la primera edición de la superliga entre los clubes Kerala Blasters y Atlético de Kolkata.
Es uno de los estadios propuestos para ser sede de la Copa Mundial de Fútbol Sub-17 de 2017.

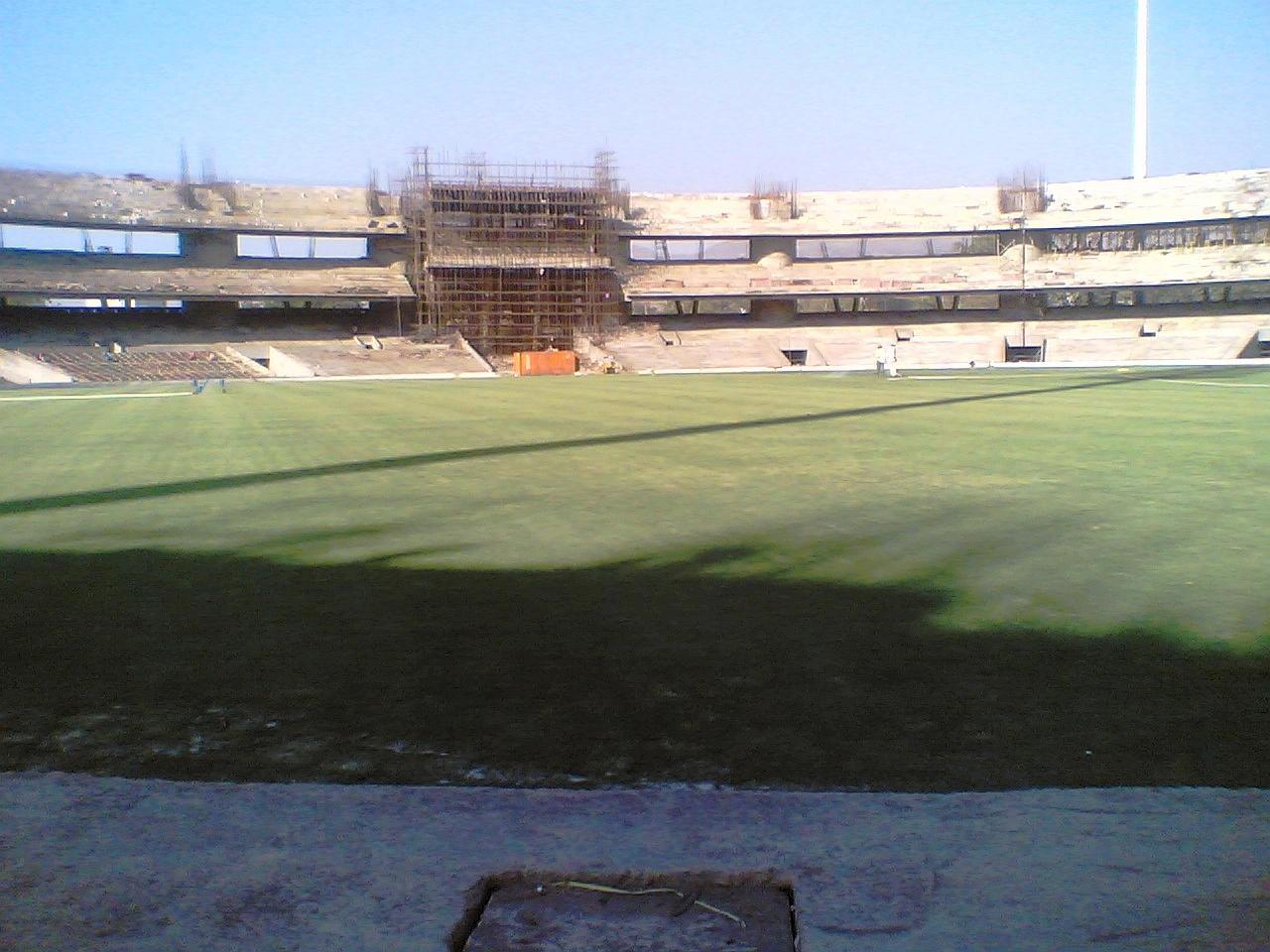
Construcción
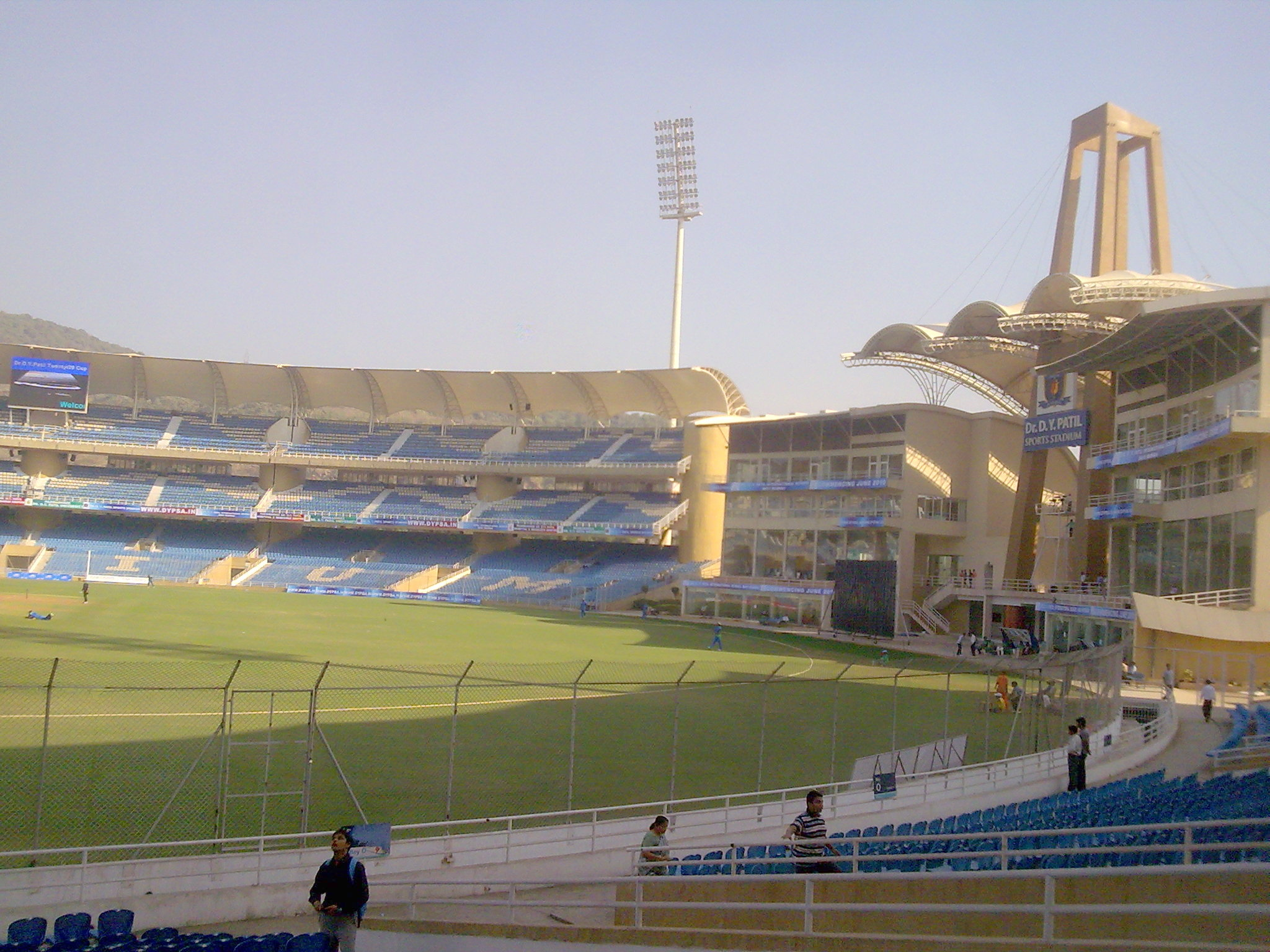